# Aki Toyosaki
Pour les articles homonymes, voir Aki et Toyosaki.
Aki Toyosaki (豊崎 愛生, Toyosaki Aki), née le 28 octobre 1986 à Tokushima sur l'île de Shikoku, est une seiyū (doubleuse) et une chanteuse (J-pop) japonaise.

## Filmographie
- Accel World : Chiyuri Kurashima
- AnoHana : Poppo (enfant)
- Beelzebub : Aoi Kunieda
- Berserk : L'Âge d'or : Charlotte
- Black Bullet : Seitenshi
- Cautious Hero : Ristarte
- A Certain Magical Index : Kazari Uiharu
- Coma héroïque dans un autre monde (2022) : Alicia Edelcia[1]
- Concrete Revolutio : Emi Kino
- Cross Ange : Momoka Oginome
- Demon Lord, Retry! : Angel White
- Dr. Stone : Homura Momiji
- Fairy Tail : Seira
- Fate/Zero : Assassin (enfant)
- Hanasaku Iroha : Nako Oshimizu
- Flag Story : Tsumugi
- Fruits Basket (2019) : Isuzu Sohma/Rin
- Hatsukoi Limited : Koyoi Bessho
- K-ON! : Yui Hirasawa
- Kamisama Minarai: Himitsu no Cocotama : Melory
- Kirakira Happy Hirake! Cocotama : Marume
- Knights of Sidonia : Izana Shinatose
- Kokoro Connect : Iori Nagase
- Kuromukuro : Muetta
- Kuzu no honkai : Akane
- Maid-sama! : Satsuki Hyōdō
- Medaka Box : Medaka Kurokami
- The Misfit of Demon King Academy : Izabella
- Noragami : Kofuku/Ebisu
- Ōkami-san : Otohime Ryûgû
- OreShura : Chiwa Harusaki
- Parallel World Pharmacy (2022) : Falma de Médicis
- Princesse Résurrection : Reiri Kamura
- Sailor Moon : An Ôhara
- Servant x Service : Megumi Chihaya
- The Qwaser of Stigmata : Tomo Yamanobe
- Que sa volonté soit faite : Jun Nagase
- Re:Creators : Altaïr
- The Sacred Blacksmith : Lisa
- Shugo Chara! : Su
- Sora no Otoshimono : Chaos
- To Love-ru : Momo Belia Deviluke
- Umineko no naku koro ni : Asmodeus
- Un-Go : Inga
- Valvrave the Liberator : Liselotte
- Yuru Camp : Aoi Inuyama
- YuruYuri : Chitose Ikeda

## Jeu vidéo
- Arknights : Bagpipe
- Chain Chronicle Part 4 (en) : Alicia Edelcia (Isekai Ojisan)[2]
- Fire Emblem Heroes : Níðhöggr
- Granblue Fantasy : Melleau
- J-Stars Victory Vs : Medaka Kurokami
- Persona 5 : Caroline, Justine